# On shell y off shell
En física, particularmente en la teoría cuántica de campos, las configuraciones de un sistema físico que satisfagan las ecuaciones clásicas de movimiento se llaman on shell, y las que no son llamadas off shell.
Por ejemplo, en la formulación de acción de la mecánica clásica, las soluciones extremales al principio variacional, las ecuaciones de Euler-Lagrange y el teorema de Noether son on shell.

## Shell de masa
El término proviene de la frase concha de masa, que es una referencia al hiperboloide de masa debido a la curvatura de las hojas de una hiperboloide asemejando dos valvas de una concha, significando el hiperboloide en el espacio de energía-momento describiendo las soluciones para la ecuación
{\displaystyle E^{2}-|{\vec {p}}\,|^{2}c^{2}=m^{2}c^{4}}
describiendo las combinaciones de energía E y momento p permitido por la relatividad especial clásica para una partícula de masa m; donde c es la velocidad de la luz. La ecuación para el shell de masa es con frecuencia escrita en términos del cuadrimomento, en notación de Einstein y unidades donde c = 1, como {\displaystyle p^{\mu }p_{\mu }=m^{2}} o simple como {\displaystyle p^{2}=m^{2}}.
Las partículas virtuales correspondientes a propagadores internos en un diagrama de Feynman, en general se les permite estar off shell, pero la amplitud para el proceso disminuirá dependiendo de cuan lejos están del off shell; el propagador típicamente tiene singularidades en el shell de masa.
Cuando se habla del propagador, los valores negativos para E que satisfacen la ecuación son vistos como on shell, aunque la teoría clásica no permite valores negativos para la energía de una partícula. Esto es porque el propagador incorpora dentro de una expresión los casos en que la partícula lleva energía en una dirección, y su antipartícula lleva energía en la dirección opuesta, entonces, los on-shell E positivos y negativos simplemente representan flujos opuestos de energía positiva.